# آيت عطو (آيت مكزار آيت عثمان)
آيت عطو هو دُوَّار يقع بجماعة الصفاصيف، إقليم الخميسات، جهة الرباط سلا القنيطرة في المملكة المغربية. ينتمي الدوّار لمشيخة آيت مكزار آيت عثمان التي تضم 7 دواوير. يقدر عدد سكانه بـ 39 نسمة حسب الإحصاء الرسمي للسكان والسكنى لسنة 2004.

## وصلات خارجية
- البوابة الوطنية للجماعات الترابية
- المندوبية السامية للتخطيط